# Roestes itupiranga
Roestes itupiranga är en fiskart som beskrevs av Menezes och Lucena, 1998. Roestes itupiranga ingår i släktet Roestes och familjen Cynodontidae. Inga underarter finns listade i Catalogue of Life.